# 6924 Fukui
A 6924 Fukui (ideiglenes jelöléssel 1993 TP) egy kisbolygó a Naprendszerben. Endate Kin és Vatanabe Kazuró fedezte fel 1993. október 8-án.